# Diaphananthe pellucida
Espèce
Synonymes
- Aerangis pallida (W.Watson) Garay[1]
- Angraecum althoffii Kraenzl.[1]
- Angraecum pallidum W.Watson[1]
- Epidorkis pellucida (Lindl.) Kuntze[1]
- Listrostachys althoffii (Kraenzl.) T.Durand & Schinz[1]
- Listrostachys pellucida (Lindl.) Rchb.f.[1]
- Listrostachys thonneriana Kraenzl.[1]
- Mystacidium pellucidum (Lindl.) Benth. & Hook.f.[1]

Diaphananthe pellucida est une espèce de plantes de la famille des Orchidées et du genre Diaphananthe, présente dans de nombreux pays d'Afrique tropicale.

## Liste des sous-espèces
Selon Tropicos (22 décembre 2018) :
- sous-espèce Diaphananthe pellucida subsp. sanfordiana (Szlach. & Olszewski) R.Rice